# Nellike-ordenen
I Nellike-ordenen (Caryophyllales) er arterne urteagtige planter eller buske med hele og oftest helrandede blade. Blomsterne er oftest 5-tallige og regelmæssige. Det er et typisk kendetegn for hele denne orden, at frøene er placeret centralt i frugtknuden. Af samme grund har man tidligere brugt navnet "Centrospermae" om ordenen. Frugterne er nødder, bær eller kapsler. De træagtige dele indeholder siliciumdioxid (SiO2).
Mange af arterne har særlige specialiseringer så som salt- og tørketålsomhed og fysiologiske særegenheder som C4-fotosyntese (CAM). Flere af familierne har arter, der er kødædende (Soldug-familien, Kandebærer-familien og Dioncophyllaceae), men det er sjældent at finde mykorrhiza i denne orden. Arterne findes i alle verdensdele, især knyttet til lysåbne og ofte tørre, saltholdige eller sandede habitater.
| Familier |

- Achatocarpaceae
- Aizoaceae – bl.a. indeholdende Hottentotfigen
- Amarant-familien (Amaranthaceae)
- Ancistrocladaceae
- Asteropeiaceae
- Barbeuiaceae
- Basellaceae
- Nellike-familien (Caryophyllaceae)
- Guldsoldug-familien (Dioncophyllaceae)
- Soldug-familien (Droseraceae)
- Drosophyllaceae
- Frankeniaceae
- Halophytaceae
- Kaktus-familien (Cactaceae)
- Limeaceae
- Kandebærer-familien (Nepenthaceae)
- Nyctaginaceae
- Physenaceae
- Kermesbær-familien (Phytolaccaceae)
- Hindebægerfamilien (Plumbaginaceae)
- Pileurt-familien (Polygonaceae)
- Portulak-familien (Portulacaceae)
- Rhabdodendraceae
- Sarcobataceae
- Jojoba-familien (Simmondsiaceae)
- Stegnospermataceae
- Talinaceae
- Tamarisk-familien (Tamaricaceae)